# 红花密花豆
红花密花豆（学名：Spatholobus roxburghii）为豆科密花豆属下的一个种。

## 扩展阅读
- 維基物種上的相關：红花密花豆